# 노마이치
노마이치 (중국어 정체자: 糯米糍)는 중국식 찹쌀떡이다. 홍콩 고유의 빵 중 하나로 대표적인 디저트 빵이기도 하다. 홍콩을 비롯해 중국 본토에서 팔며, 해외 차이나타운의 중국식 빵집에서도 찾아볼 수 있다.
찹쌀로 만든 떡에 말린 코코넛가루를 뿌려 만들며, 바깥층은 쫀득한 식감이고 안쪽은 달콤한 소를 따로 채워 넣는다. 제일 흔한 속재료로는 코코넛, 땅콩가루, 팥소, 흑깨소 등이 있다. 최근에는 재료를 바꿔 녹차맛, 망고맛 등의 이색적인 노마이치가 제조되고 있다.
'노마이치'는 광둥어 이름으로 표준중국어로는 '눠미츠'라고 부른다. 한자로 '나미자' (糯米糍)라 쓰는데 말 그대로 찹쌀 인절미란 뜻이다. 영어로는 광둥어 이름을 빌려와 '로마이치' (Lo Mai Chi)란 이름으로 표기한다.

## 같이 보기
- 찹쌀떡
- 다이후쿠